# Liste der Kulturdenkmale in Horb am Neckar

In der Liste der Kulturdenkmale in Horb am Neckar sind Bau- und Kunstdenkmale der Stadt Horb am Neckar verzeichnet, die im „Verzeichnis der unbeweglichen Bau- und Kunstdenkmale und der zu prüfenden Objekte“ des Landesamts für Denkmalpflege Baden-Württemberg verzeichnet sind. Dieses Verzeichnis ist nicht öffentlich und kann nur bei „berechtigtem Interesse“ eingesehen werden. Die folgende Liste ist daher nicht vollständig und beruht auf anderweitig veröffentlichten Angaben.
Nach § 19 des Denkmalschutzgesetzes (DSchG) Baden-Württemberg können die Gemeinden Gesamtanlagen durch Satzung unter Denkmalschutz stellen. Gesamtanlagen sind insbesondere Straßen-, Platz- und Ortsbilder, an deren Erhaltung aus wissenschaftlichen, künstlerischen oder heimatgeschichtlichen Gründen ein besonderes öffentliches Interesse besteht. Veränderungen an dem geschützten Bild bedürfen der Genehmigung. In dieser Liste sind unter Gesamtanlage Altstadt alle Gebäude enthalten, die im Rahmen der Gesamtanlagensatzung Horb geschützt sind, obwohl sie als Einzelgebäude nicht als Denkmäler eingestuft sind. Die folgende Liste ist nicht vollständig.

## Liste

### Gesamtanlage Altstadt
| Bild           | Bezeichnung                                                               | Lage | Datierung                                  | Beschreibung | ID |
| -------------- | ------------------------------------------------------------------------- | --- | ------------------------------------------ | --- | -- |
| Weitere Bilder | Stadtbefestigung                                                          | Bildechinger Steige, Gutermannstraße, Ihlinger Straße, Mühlgässle, Neckarstraße, Ringmauerweg, Wintergasse | Mitte des 13. Jahrhunderts                 | Geschützt nach § 28 DSchG |    |
| Weitere Bilder | Kornschopfbrunnen / Unterer Markt Brunnen                                 | Altheimer Straße (Karte)                                                                                   | 1579                                       | Vierröhriger Renaissancebrunnen aus Sandstein mit achteckigem Brunnentrog. Die Brunnensäule ist mit tanzenden Putten und korinthischem Kapitell geschmückt. An der Spitze befindet sich ein Ritterstandbild von Erzherzog Ferdinand II. von Österreich-Tirol. Geschützt nach § 28 DSchG |    |
| Weitere Bilder | Kornhaus                                                                  | Altheimer Straße 3 (Karte)                                                                                 | 1418/1725                                  | Geschützt nach § 2 DSchG |    |
| Weitere Bilder | Wohn- und Geschäftshaus Altheimer Straße 4                                | Altheimer Straße 4 (Karte)                                                                                 | im Kern 18. Jahrhundert                    | Erhaltenswertes Gebäude |    |
| Weitere Bilder | Wohn- und Geschäftshaus Altheimer Straße 6                                | Altheimer Straße 6 (Karte)                                                                                 | im Kern 18. Jahrhundert                    | Erhaltenswertes Gebäude |    |
| Weitere Bilder | Wohnhaus Altheimer Straße 8                                               | Altheimer Straße 8 (Karte)                                                                                 | im Kern 18. Jahrhundert                    | Erhaltenswertes Gebäude |    |
|                | Wohnhaus Altheimer Straße 9                                               | Altheimer Straße 9 (Karte)                                                                                 | im Kern 18. Jahrhundert                    | Erhaltenswertes Gebäude |    |
|                | Wohnhaus Altheimer Straße 15                                              | Altheimer Straße 15 (Karte)                                                                                | im Kern 18. Jahrhundert                    | Erhaltenswertes Gebäude | BW |
|                | Wohnhaus Altheimer Straße 16                                              | Altheimer Straße 16 (Karte)                                                                                | im Kern 18. Jahrhundert                    | Erhaltenswertes Gebäude |    |
|                | Wohn- und Geschäftshaus Altheimer Straße 17                               | Altheimer Straße 17 (Karte)                                                                                | im Kern 18. Jahrhundert                    | Erhaltenswertes Gebäude Geschützt nach § 2 DSchG | BW |
|                | Wohnhaus Altheimer Straße 19                                              | Altheimer Straße 19 (Karte)                                                                                | im Kern 18. Jahrhundert                    | Erhaltenswertes Gebäude |    |
|                | Wohnhaus und Nebengebäude Altheimer Straße 20                             | Altheimer Straße 20 (Karte)                                                                                | im Kern 18. Jahrhundert                    | Erhaltenswertes Gebäude | BW |
|                | Wohnhaus Altheimer Straße 25                                              | Altheimer Straße 25 (Karte)                                                                                | im Kern 18. Jahrhundert                    | Erhaltenswertes Gebäude |    |
|                | Wohnhaus Altheimer Straße 28/1                                            | Altheimer Straße 28/1 (Karte)                                                                              | Ende 19. Jahrhundert                       | Erhaltenswertes Gebäude |    |
|                | Wohnhaus Altheimer Straße 29                                              | Altheimer Straße 29 (Karte)                                                                                | im Kern 18. Jahrhundert                    | Erhaltenswertes Gebäude |    |
|                | Wohnhaus Altheimer Straße 30                                              | Altheimer Straße 30 (Karte)                                                                                | 18. Jahrhundert                            | Erhaltenswertes Gebäude |    |
|                | Bäckerei Altheimer Straße 32                                              | Altheimer Straße 32 (Karte)                                                                                | im Kern 16/17. Jahrhundert                 | Geschützt nach § 2 DSchG |    |
|                | Wohnhaus Altheimer Straße 34                                              | Altheimer Straße 34 (Karte)                                                                                | im Kern 18. Jahrhundert                    | Erhaltenswertes Gebäude | BW |
|                | Scheune Altheimer Straße 35                                               | Altheimer Straße 35 (Karte)                                                                                | 1. Hälfte 20. Jahrhundert                  | Erhaltenswertes Gebäude |    |
|                | Wohnhaus mit Werkstatt Altheimer Straße 38                                | Altheimer Straße 38 (Karte)                                                                                | um 1800                                    | Geschützt nach § 2 DSchG |    |
|                | Wohnhaus Altheimer Straße 40                                              | Altheimer Straße 40 (Karte)                                                                                | im Kern 18. Jahrhundert                    | Erhaltenswertes Gebäude | BW |
|                | Gasthaus Germania                                                         | Altheimer Straße 43 (Karte)                                                                                | im Kern 18. Jahrhundert                    | Erhaltenswertes Gebäude |    |
|                | Wohnhaus Altheimer Straße 44                                              | Altheimer Straße 44 (Karte)                                                                                | 18. Jahrhundert                            | Erhaltenswertes Gebäude |    |
|                | Wohnhaus Altheimer Straße 48                                              | Altheimer Straße 48 (Karte)                                                                                | im Kern 17. Jahrhundert                    | Erhaltenswertes Gebäude |    |
|                | Wohnhaus Altheimer Straße 49                                              | Altheimer Straße 49 (Karte)                                                                                | 18. Jahrhundert                            | Erhaltenswertes Gebäude |    |
|                | Wohnhaus Altheimer Straße 50                                              | Altheimer Straße 50 (Karte)                                                                                | im Kern 18. Jahrhundert                    | Erhaltenswertes Gebäude |    |
| Weitere Bilder | Talhaus                                                                   | Altheimer Straße 52 (Karte)                                                                                | 1550                                       | Lagerhaus Geschützt nach § 2 DSchG |    |
| Weitere Bilder | Wohnhaus Altheimer Straße 53                                              | Altheimer Straße 53 (Karte)                                                                                | 1497                                       | Geschützt nach § 2 DSchG |    |
|                | Quereinhaus Altheimer Straße 57                                           | Altheimer Straße 57 (Karte)                                                                                | 1727/28                                    | Geschützt nach § 2 DSchG |    |
|                | Wohnhaus Altheimer Straße 58                                              | Altheimer Straße 58 (Karte)                                                                                | 18. Jahrhundert                            | Erhaltenswertes Gebäude |    |
|                | Wohnhaus Altheimer Straße 59                                              | Altheimer Straße 59 (Karte)                                                                                | im Ursprung 14. Jahrhundert                | Erhaltenswertes Gebäude |    |
| Weitere Bilder | Wohnhaus Altheimer Straße 68                                              | Altheimer Straße 68 (Karte)                                                                                | 18. Jahrhundert                            | Erhaltenswertes Gebäude |    |
| Weitere Bilder | Wohnhaus Altheimer Straße 69                                              | Altheimer Straße 69 (Karte)                                                                                | 1815                                       | Erhaltenswertes Gebäude |    |
|                | Wohnhaus Altheimer Straße 70                                              | Altheimer Straße 70 (Karte)                                                                                | 18. Jahrhundert                            | Erhaltenswertes Gebäude | BW |
| Weitere Bilder | Leonhardsbrunnen / Talbrunnen                                             | Altheimer Straße vor 71 (Karte)                                                                            | 1356                                       | Vierrohriger Renaissancebrunnen mit oktogonalem Sandsteintrog. Die runde Brunnensäule ist mit tanzenden Putten, Akanthusfries und korinthischem Kapitell geschmückt. Die Spitze bildet die Figur des Hl. Leonhard. Geschützt nach § 2 DSchG                                             |    |
|                | Wohnhaus, ehemalige Scheune Altheimer Straße 72/1                         | Altheimer Straße 72/1                                                                                      | im Kern 18. Jahrhundert                    | Erhaltenswertes Gebäude |    |
|                | Wohnhaus, ehemalige Bierbrauerei und Gasthaus „Zum Ranken“                | Altheimer Straße 74 (Karte)                                                                                | mindestens 18. Jahrhundert                 | Erhaltenswertes Gebäude |    |
|                | Scheune Altheimer Straße 77                                               | Altheimer Straße 77 (Karte)                                                                                | 1596                                       | Geschützt nach § 2 DSchG |    |
|                | Wohnhaus Altheimer Straße 78                                              | Altheimer Straße 78 (Karte)                                                                                | um 1800                                    | Erhaltenswertes Gebäude | BW |
|                | Wohnhaus Altheimer Straße 79                                              | Altheimer Straße 79 (Karte)                                                                                | im Kern 16. Jahrhundert                    | Geschützt nach § 2 DSchG |    |
|                | Wohnhaus Altheimer Straße 80                                              | Altheimer Straße 80 (Karte)                                                                                | im Kern 18. Jahrhundert                    | Erhaltenswertes Gebäude | BW |
|                | Gasthaus „Zum wilden Mann“                                                | Altheimer Straße 87 (Karte)                                                                                | 1846                                       | Geschützt nach § 2 DSchG |    |
|                | Wohn- und Geschäftshaus Altheimer Straße 88                               | Altheimer Straße 88 (Karte)                                                                                | 1904                                       | Geschützt nach § 2 DSchG |    |
|                | Wohnhaus Altheimer Straße 90                                              | Altheimer Straße 90 (Karte)                                                                                | um 1900                                    | Erhaltenswertes Gebäude | BW |
|                | Graben                                                                    | Altheimer Straße 93–105 (Karte)                                                                            | im Kern 18. Jahrhundert                    | Erhaltenswerte Grünfläche. Der Graben zeigt den Verlauf des heute verrohrten Grabenbachs. |    |
|                | Pförtnerhaus                                                              | Altheimer Straße 104 (Karte)                                                                               | 1661                                       | Geschützt nach § 2 DSchG |    |
|                | Wegekreuz                                                                 | Altheimer Straße bei 104 (Karte)                                                                           | 1746                                       | Geschützt nach § 2 DSchG |    |
|                | Silberbrunnen                                                             | Altheimer Straße bei 105                                                                                   |                                            | Geschützt nach § 2 DSchG |    |
|                | Gartenfreifläche Kuglerberg                                               | Altheimer Straße (Karte)                                                                                   |                                            | erhaltenswerte Grünfläche | BW |
|                | Gartenfreifläche Schütteberg                                              | Altheimer Straße (Karte)                                                                                   |                                            | erhaltenswerte Grünfläche | BW |
|                | Wohn- und Geschäftshaus Bildechinger Steige 1                             | Bildechinger Steige 1 (Karte)                                                                              | nach 1861                                  | Geschützt nach § 2 DSchG |    |
| Weitere Bilder | Wohn- und Geschäftshaus Bildechinger Steige 2                             | Bildechinger Steige 2 (Karte)                                                                              | 17./18. Jahrhundert                        | Geschützt nach § 2 DSchG |    |
|                | Wohnhaus Bildechinger Steige 3                                            | Bildechinger Steige 3 (Karte)                                                                              | 18. Jahrhundert                            | erhaltenswertes Gebäude |    |
| Weitere Bilder | Gasthaus „Krone“                                                          | Bildechinger Steige 4 (Karte)                                                                              | 18. Jahrhundert                            | Geschützt nach § 2 DSchG |    |
|                | Wohn- und Geschäftshaus Bildechinger Steige 5                             | Bildechinger Steige 5 (Karte)                                                                              | 18. Jahrhundert                            | Geschützt nach § 2 DSchG |    |
| Weitere Bilder | Wohn- und Geschäftshaus Bildechinger Steige 6                             | Bildechinger Steige 6 (Karte)                                                                              | 18. Jahrhundert                            | Geschützt nach § 2 DSchG |    |
|                | Wohnhaus Bildechinger Steige 7                                            | Bildechinger Steige 7 (Karte)                                                                              | 18. Jahrhundert                            | erhaltenswertes Gebäude |    |
|                | Gasthaus „Zum Greifen“                                                    | Bildechinger Steige 8 (Karte)                                                                              | 1725                                       | Geschützt nach § 2 DSchG |    |
|                | Wohn- und Geschäftshaus Bildechinger Steige 9                             | Bildechinger Steige 9 (Karte)                                                                              | im Kern 18. Jahrhundert                    | erhaltenswertes Gebäude |    |
|                | Wohn- und Geschäftshaus Bildechinger Steige 10                            | Bildechinger Steige 10 (Karte)                                                                             | 18. Jahrhundert                            | erhaltenswertes Gebäude |    |
| Weitere Bilder | Wohnhaus Bildechinger Steige 15                                           | Bildechinger Steige 15 (Karte)                                                                             | 18. Jahrhundert                            | erhaltenswertes Gebäude |    |
|                | Wohn- und Geschäftshaus Bildechinger Steige 22                            | Bildechinger Steige 22 (Karte)                                                                             | 18. Jahrhundert                            | erhaltenswertes Gebäude |    |
| Weitere Bilder | Pfarrhaus mit Garten                                                      | Bildechinger Steige 24 (Karte)                                                                             | 1897/98                                    | Geschützt nach § 2 DSchG |    |
| Weitere Bilder | Wohnhaus Bildechinger Steige 26                                           | Bildechinger Steige 26 (Karte)                                                                             | im Kern 17. Jahrhundert                    | erhaltenswertes Gebäude |    |
|                | Portal Burgstall 2                                                        | Burgstall 2                                                                                                | 18. Jahrhundert                            | erhaltenswertes Bauteil |    |
| Weitere Bilder | Wohnhaus Burgstall 12                                                     | Burgstall 12 (Karte)                                                                                       | Ende 19. Jahrhundert                       | erhaltenswertes Gebäude |    |
|                | Wohnhaus Burgstall 20                                                     | Burgstall 20 (Karte)                                                                                       | 1920er/1930er Jahre                        | erhaltenswertes Gebäude |    |
|                | Wohnhaus Burgstall 22                                                     | Burgstall 22 (Karte)                                                                                       | 1920er/1930er Jahre                        | erhaltenswertes Gebäude |    |
| Weitere Bilder | Gasthaus „Zur Buß“                                                        | Bußgasse 1 (Karte)                                                                                         | 18. Jahrhundert                            | Geschützt nach § 2 DSchG |    |
| Weitere Bilder | Wohnhaus Bußgasse 2                                                       | Bußgasse 2 (Karte)                                                                                         | 19. Jahrhundert                            | erhaltenswertes Gebäude |    |
|                | Wohnhaus Bußgasse 2/1                                                     | Bußgasse 2/1 (Karte)                                                                                       | 19. Jahrhundert                            | erhaltenswertes Gebäude |    |
| Weitere Bilder | Wohnhaus, „Haus Am Buß“                                                   | Bußgasse 3 (Karte)                                                                                         | 1438/39                                    | Geschützt nach § 2 DSchG |    |
| Weitere Bilder | Wohnhaus Bußgasse 4                                                       | Bußgasse 4 (Karte)                                                                                         | 18. Jahrhundert                            | Prüffall |    |
| Weitere Bilder | Wohnhaus Bußgasse 6                                                       | Bußgasse 6 (Karte)                                                                                         | 1366/67                                    | Geschützt nach § 2 DSchG |    |
|                | Wohnhaus Bußgasse 10                                                      | Bußgasse 10 (Karte)                                                                                        | im Kern 18. Jahrhundert                    | erhaltenswertes Gebäude |    |
|                | Wohnhaus Bußgasse 15                                                      | Bußgasse 15 (Karte)                                                                                        | im Kern 18. Jahrhundert                    | erhaltenswertes Gebäude |    |
|                | Wohnhaus Bußgasse 18                                                      | Bußgasse 18 (Karte)                                                                                        | 1596                                       | Geschützt nach § 2 DSchG |    |
| Weitere Bilder | Kapelle St. Leonhard                                                      | Bußgasse 20 (Karte)                                                                                        | 1471                                       | Geschützt nach § 28 DSchG |    |
|                | Wohnhaus Bußgasse 21                                                      | Bußgasse 21 (Karte)                                                                                        | 18. Jahrhundert                            | erhaltenswertes Gebäude |    |
|                | Wohnhaus Bußgasse 23                                                      | Bußgasse 23 (Karte)                                                                                        | 18. Jahrhundert                            | erhaltenswertes Gebäude |    |
| Weitere Bilder | Wohnhaus, ehemaliger jüdischer Betsaal                                    | Fürstabt-Gerbert-Straße 2 (Karte)                                                                          | 1471                                       | Geschützt nach § 2 DSchG |    |
| Weitere Bilder | Wachtturm, Gaistorturm                                                    | Fürstabt-Gerbert-Straße 13/1 (Karte)                                                                       | vor 1395                                   | Geschützt nach § 28 DSchG |    |
|                | Wohnhaus Grabenbachgasse 15                                               | Grabenbachgasse 15 (Karte)                                                                                 | 1418                                       | Geschützt nach § 2 DSchG | BW |
|                | Franziskusbrunnen                                                         | Gutermannstraße 2                                                                                          | 1674                                       | Geschützt nach § 2 DSchG |    |
| Weitere Bilder | Wohn- und Geschäftshaus Gutermannstraße 3                                 | Gutermannstraße 3 (Karte)                                                                                  | 18. Jahrhundert                            | Geschützt nach § 2 DSchG |    |
| Weitere Bilder | Gasthaus „Lamm“                                                           | Gutermannstraße 5                                                                                          | 1549                                       | Geschützt nach § 2 DSchG |    |
| Weitere Bilder | Liebfrauenkirche / Spitalkirche                                           | Gutermannstraße 6 (Karte)                                                                                  | um 1280                                    | Geschützt nach § 28 DSchG |    |
|                | Wohn- und Geschäftshaus Gutermannstraße 7                                 | Gutermannstraße 7 (Karte)                                                                                  | 18. Jahrhundert                            | erhaltenswertes Gebäude |    |
|                | Gasthaus „Hirsch“                                                         | Gutermannstraße 8 (Karte)                                                                                  | um 1220                                    | Geschützt nach § 2 DSchG |    |
|                | Wohn- und Geschäftshaus Gutermannstraße 12                                | Gutermannstraße 12 (Karte)                                                                                 | 1930er Jahre                               | erhaltenswertes Gebäude | BW |
| Weitere Bilder | Volksschule (heute Gutermann-Grundschule)                                 | Gutermannstraße 13 (Karte)                                                                                 | 1903                                       | Geschützt nach § 2 DSchG |    |
| Weitere Bilder | Villa Gutermannstraße 15                                                  | Gutermannstraße 15 (Karte)                                                                                 | 1907                                       | Geschützt nach § 2 DSchG |    |
| Weitere Bilder | Wohn- und Geschäftshaus Gutermannstraße 17                                | Gutermannstraße 17 (Karte)                                                                                 | um 1870                                    | Geschützt nach § 2 DSchG |    |
|                | Wohn- und Geschäftshaus Hirschgasse 3                                     | Hirschgasse 3                                                                                              | 1466/67                                    | Geschützt nach § 2 DSchG |    |
|                | Kornhaus Hirschgasse 8                                                    | Hirschgasse 8 (Karte)                                                                                      | 1506/07                                    | Geschützt nach § 28 DSchG |    |
| Weitere Bilder | Gasthaus „Blume“                                                          | Hirschgasse 10 (Karte)                                                                                     | 1554                                       | Geschützt nach § 2 DSchG |    |
|                | Wohn- und Geschäftshaus Hirschgasse 15                                    | Hirschgasse 15 (Karte)                                                                                     | 1554                                       | erhaltenswertes Gebäude |    |
|                | Wohn- und Geschäftshaus Hirschgasse 17                                    | Hirschgasse 17                                                                                             | 18. Jahrhundert                            | Prüffall |    |
| Weitere Bilder | Wohn- und Geschäftshaus Ihlinger Straße 2                                 | Ihlinger Straße 2 (Karte)                                                                                  | 17./18. Jahrhundert                        | erhaltenswertes Gebäude |    |
|                | Gerberei                                                                  | Ihlinger Straße 3 (Karte)                                                                                  | im Kern 17. Jahrhundert                    | Prüffall |    |
| Weitere Bilder | Wohnhaus Ihlinger Straße 4                                                | Ihlinger Straße 4 (Karte)                                                                                  | 1803                                       | erhaltenswertes Gebäude |    |
|                | Wohnhaus Ihlinger Straße 5                                                | Ihlinger Straße 5 (Karte)                                                                                  | Ende 19. Jahrhundert                       | erhaltenswertes Gebäude | BW |
|                | Wohnhaus Ihlinger Straße 7                                                | Ihlinger Straße 7 (Karte)                                                                                  | Ende 19./Anfang 20. Jahrhundert            | erhaltenswertes Gebäude |    |
|                | Gasthaus „Engel“                                                          | Ihlinger Straße 17 (Karte)                                                                                 | 1803                                       | Geschützt nach § 2 DSchG |    |
| Weitere Bilder | Wohn- und Geschäftshaus Marktplatz 1                                      | Marktplatz 1 (Karte)                                                                                       | im Kern 18. Jahrhundert                    | erhaltenswertes Gebäude |    |
| Weitere Bilder | Wohnhaus Marktplatz 3                                                     | Marktplatz 3 (Karte)                                                                                       | im Kern 18. Jahrhundert                    | Prüffall |    |
| Weitere Bilder | Wohn- und Geschäftshaus Marktplatz 4, Ruhlandshaus                        | Marktplatz 4 (Karte)                                                                                       | 1887                                       | Geschützt nach § 2 DSchG |    |
| Weitere Bilder | Wohnhaus Marktplatz 5                                                     | Marktplatz 5 (Karte)                                                                                       | 18. Jahrhundert                            | erhaltenswertes Gebäude |    |
| Weitere Bilder | Wohnhaus Marktplatz 6                                                     | Marktplatz 6 (Karte)                                                                                       | 1802                                       | erhaltenswertes Gebäude |    |
| Weitere Bilder | Wohnhaus Marktplatz 7                                                     | Marktplatz 7 (Karte)                                                                                       | im Kern 18. Jahrhundert                    | erhaltenswertes Gebäude |    |
| Weitere Bilder | Rathaus                                                                   | Marktplatz 8 (Karte)                                                                                       | 1765                                       | Geschützt nach § 28 DSchG |    |
| Weitere Bilder | Wohnhaus Marktplatz 9                                                     | Marktplatz 9 (Karte)                                                                                       | im Kern 18. Jahrhundert                    | erhaltenswertes Gebäude |    |
| Weitere Bilder | Wachhaus                                                                  | Marktplatz 10 (Karte)                                                                                      | 1860                                       | Geschützt nach § 2 DSchG |    |
| Weitere Bilder | Wohn- und Geschäftshaus Marktplatz 11 und ehemalige Scheune Marktplatz 13 | Marktplatz 11 und 13 (Karte)                                                                               | 1860                                       | Geschützt nach § 2 DSchG |    |
| Weitere Bilder | Wohn- und Geschäftshaus Marktplatz 12                                     | Marktplatz 12 (Karte)                                                                                      | 18. Jahrhundert                            | Geschützt nach § 2 DSchG |    |
| Weitere Bilder | Keller Marktplatz 14                                                      | Marktplatz 14 (Karte)                                                                                      | 14. Jahrhundert                            | Geschützt nach § 2 DSchG |    |
| Weitere Bilder | Wohnhaus Marktplatz 15                                                    | Marktplatz 15 (Karte)                                                                                      | 18. Jahrhundert                            | Geschützt nach § 2 DSchG |    |
| Weitere Bilder | Geßlersches Haus                                                          | Marktplatz 16 (Karte)                                                                                      | nach 1725                                  | Geschützt nach § 2 DSchG |    |
| Weitere Bilder | Wohn- und Geschäftshaus Marktplatz 17                                     | Marktplatz 17 (Karte)                                                                                      | 18. Jahrhundert                            | Geschützt nach § 2 DSchG |    |
| Weitere Bilder | Wohn- und Geschäftshaus Marktplatz 18                                     | Marktplatz 18 (Karte)                                                                                      | 17./18. Jahrhundert                        | Geschützt nach § 2 DSchG |    |
| Weitere Bilder | Wohn- und Geschäftshaus Marktplatz 19                                     | Marktplatz 19 (Karte)                                                                                      | 18. Jahrhundert                            | erhaltenswertes Gebäude |    |
|                | Wohn- und Geschäftshaus Marktplatz 20                                     | Marktplatz 20 (Karte)                                                                                      | 18. Jahrhundert                            | Geschützt nach § 2 DSchG |    |
| Weitere Bilder | Gasthaus „Zum Schiff“                                                     | Marktplatz 21 (Karte)                                                                                      | 1725                                       | erhaltenswertes Gebäude |    |
| Weitere Bilder | Amtsgericht                                                               | Marktplatz 22 (Karte)                                                                                      | 1824                                       | Geschützt nach § 2 DSchG |    |
| Weitere Bilder | Löwenbrunnen                                                              | bei Marktplatz 22 (Karte)                                                                                  | 1824                                       | Geschützt nach § 28 DSchG |    |
|                | Kalkgruben                                                                | bei Marktplatz 22 (Karte)                                                                                  | 1725                                       | Geschützt nach § 2 DSchG |    |
|                | Wohnhaus Marktplatz 23                                                    | Marktplatz 23 (Karte)                                                                                      | im Kern 18. Jahrhundert                    | erhaltenswertes Gebäude | BW |
| Weitere Bilder | Stiftskirche                                                              | Marktplatz 23 (Karte)                                                                                      | 1434                                       | Geschützt nach § 28 DSchG |    |
| Weitere Bilder | Wohnhaus Marktplatz 26, Rotes Scheuerle                                   | Marktplatz 26 (Karte)                                                                                      | 18. Jahrhundert mit älterem Kern           | Geschützt nach § 2 DSchG |    |
|                | Pfarrhaus                                                                 | Marktplatz 27 (Karte)                                                                                      | 1742                                       | Geschützt nach § 28 DSchG |    |
| Weitere Bilder | Ehemaliges Franziskanerinnenkloster, „Klösterle“                          | Marktplatz 28 (Karte)                                                                                      | 1676                                       | Geschützt nach § 12 DSchG |    |
| Weitere Bilder | Stadttor, Schurkenturm, Obere Veste                                       | Marktplatz 31 (Karte)                                                                                      | 1676                                       | Geschützt nach § 28 DSchG |    |
|                | Bildstock                                                                 | bei Marktplatz 31                                                                                          | 2. Hälfte 19. Jahrhundert                  | Geschützt nach § 2 DSchG |    |
| Weitere Bilder | Wohnhaus Marktsteige 1                                                    | Marktsteige 1 (Karte)                                                                                      | 1920/30er Jahre                            | erhaltenswertes Gebäude |    |
|                | Wohn- und Geschäftshaus Marktstraße 1                                     | Marktstraße 1 (Karte)                                                                                      | 1744                                       | Geschützt nach § 2 DSchG |    |
|                | Keller Marktstraße 2                                                      | Marktstraße 2 (Karte)                                                                                      | 15. Jahrhundert                            | Geschützt nach § 2 DSchG |    |
| Weitere Bilder | Wohn- und Geschäftshaus Marktstraße 3                                     | Marktstraße 3 (Karte)                                                                                      | 1816                                       | erhaltenswertes Gebäude |    |
| Weitere Bilder | Wohnhaus Marktstraße 4                                                    | Marktstraße 4 (Karte)                                                                                      | 18. Jahrhundert                            | erhaltenswertes Gebäude |    |
| Weitere Bilder | Wohn- und Geschäftshaus Marktstraße 5                                     | Marktstraße 5 (Karte)                                                                                      | 18. Jahrhundert                            | Geschützt nach § 2 DSchG |    |
|                | Wohn- und Geschäftshaus Marktstraße 7                                     | Marktstraße 7 (Karte)                                                                                      | 19. Jahrhundert                            | Geschützt nach § 2 DSchG |    |
| Weitere Bilder | Wohnhaus Marktstraße 8                                                    | Marktstraße 8 (Karte)                                                                                      | 19. Jahrhundert                            | erhaltenswertes Gebäude |    |
|                | Wohn- und Geschäftshaus Marktstraße 9                                     | Marktstraße 9 (Karte)                                                                                      | 18. Jahrhundert                            | erhaltenswertes Gebäude |    |
| Weitere Bilder | Wohn- und Geschäftshaus Marktstraße 10                                    | Marktstraße 10 (Karte)                                                                                     | 18. Jahrhundert                            | erhaltenswertes Gebäude |    |
| Weitere Bilder | Wohn- und Geschäftshaus Marktstraße 11                                    | Marktstraße 11 (Karte)                                                                                     | Mitte 19. Jahrhundert                      | Geschützt nach § 2 DSchG |    |
| Weitere Bilder | Wohn- und Geschäftshaus Marktstraße 12                                    | Marktstraße 12 (Karte)                                                                                     | 18. Jahrhundert                            | erhaltenswertes Gebäude |    |
|                | Wohn- und Geschäftshaus Marktstraße 16                                    | Marktstraße 16 (Karte)                                                                                     | 1724/25                                    | Geschützt nach § 2 DSchG |    |
| Weitere Bilder | Gasthaus „Marktstüble“                                                    | Marktstraße 18 (Karte)                                                                                     | 17./18. Jahrhundert                        | Geschützt nach § 2 DSchG |    |
|                | Ehemaliges Gehöft mit Scheune Mühlener Straße 1                           | Mühlener Straße 1 (Karte)                                                                                  | 1829                                       | Geschützt nach § 2 DSchG |    |
|                | Villa Mühlener Straße 5                                                   | Mühlener Straße 5 (Karte)                                                                                  | um 1900                                    | erhaltenswertes Gebäude | BW |
|                | Eisenbahnersiedlung Mühlener Torweg 1 - 20                                | Mühlener Torweg 1 - 20 (Karte)                                                                             | 1921 bis 1924                              | erhaltenswerte Gebäude | BW |
|                | Wohnhaus Mühlener Torweg 2                                                | Mühlener Torweg 2 (Karte)                                                                                  | 1930er Jahre                               | erhaltenswertes Gebäude | BW |
|                | Villa Mühlener Torweg 19                                                  | Mühlener Torweg 19 (Karte)                                                                                 | 1920er Jahre                               | erhaltenswertes Gebäude | BW |
|                | Einhaus Mühlgäßle 9                                                       | Mühlgäßle 9 (Karte)                                                                                        | Anfang 15. Jahrhundert                     | Geschützt nach § 2 DSchG |    |
|                | Ehemalige Untere Stadtmühle                                               | Mühlgäßle 13 (Karte)                                                                                       | 1764                                       | erhaltenswertes Gebäude |    |
|                | Wohnhaus mit Werkstatt Mühlgäßle 15                                       | Mühlgäßle 15 (Karte)                                                                                       | 18. Jahrhundert                            | Geschützt nach § 2 DSchG |    |
| Weitere Bilder | Wohnhaus Mühlgäßle 17, Obervogt-Schroffisches-Heuhaus                     | Mühlgäßle 17 (Karte)                                                                                       | 18. Jahrhundert                            | Geschützt nach § 2 DSchG |    |
| Weitere Bilder | Wohn- und Geschäftshaus Mühlgäßle 19                                      | Mühlgäßle 19 (Karte)                                                                                       | 18. Jahrhundert                            | Geschützt nach § 2 DSchG |    |
| Weitere Bilder | Wohnhaus Mühlgäßle 21                                                     | Mühlgäßle 21 (Karte)                                                                                       | 18. Jahrhundert                            | erhaltenswertes Gebäude |    |
| Weitere Bilder | Wohnhaus Mühlgäßle 23                                                     | Mühlgäßle 23 (Karte)                                                                                       | im Kern 18. Jahrhundert                    | erhaltenswertes Gebäude |    |
| Weitere Bilder | Wohnhaus Mühlgäßle 29                                                     | Mühlgäßle 29 (Karte)                                                                                       | 18. Jahrhundert                            | Geschützt nach § 2 DSchG |    |
| Weitere Bilder | Stadttor, Wassertor                                                       | Mühlgäßle 31 (Karte)                                                                                       | 14. Jahrhundert                            | Geschützt nach § 28 DSchG |    |
| Weitere Bilder | Wohnhaus Neckarstraße 3                                                   | Neckarstraße 3 (Karte)                                                                                     | 1567                                       | Geschützt nach § 2 DSchG |    |
| Weitere Bilder | Wohn- und Geschäftshaus Neckarstraße 4                                    | Neckarstraße 4 (Karte)                                                                                     | 18. Jahrhundert                            | erhaltenswertes Gebäude |    |
| Weitere Bilder | Pfleghof, Haus am Aischbach                                               | Neckarstraße 12 (Karte)                                                                                    | 1301                                       | Geschützt nach § 28 DSchG |    |
|                | Gasthaus „Schwarzer Adler“                                                | Neckarstraße 14 (Karte)                                                                                    | 1700                                       | Geschützt nach § 2 DSchG |    |
|                | Fruchtkasten                                                              | Neckarstraße 33 (Karte)                                                                                    | 1819/20                                    | Geschützt nach § 2 DSchG |    |
|                | Wohn- und Geschäftshaus Neckarstraße 39                                   | Neckarstraße 39 (Karte)                                                                                    | 18. Jahrhundert                            | Prüffall |    |
|                | Wohn- und Geschäftshaus Neckarstraße 40, Ehemaliges Gasthaus '"Zum Kreuz" | Neckarstraße 40 (Karte)                                                                                    | im Kern 17. Jahrhundert                    | erhaltenswertes Gebäude |    |
|                | Gartenfreifläche                                                          | hinter Neckarstraße 40-78 (Karte)                                                                          |                                            | erhaltenswerte Grünfläche | BW |
|                | Wohn- und Geschäftshaus Neckarstraße 41                                   | Neckarstraße 41 (Karte)                                                                                    | 19. Jahrhundert                            | erhaltenswertes Gebäude |    |
|                | Wohnhaus Neckarstraße 42                                                  | Neckarstraße 42 (Karte)                                                                                    | zwischen 1819 und 1861                     | erhaltenswertes Gebäude |    |
|                | Wohnhaus Neckarstraße 47                                                  | Neckarstraße 47 (Karte)                                                                                    | 18. Jahrhundert                            | erhaltenswertes Gebäude |    |
|                | Wohn- und Geschäftshaus Neckarstraße 48, ehemaliges Amtshaus              | Neckarstraße 48 (Karte)                                                                                    | 1423                                       | Geschützt nach § 2 DSchG |    |
|                | Wohnhaus Neckarstraße 49                                                  | Neckarstraße 49 (Karte)                                                                                    | 1878                                       | erhaltenswertes Gebäude |    |
|                | Wohnhaus Neckarstraße 50                                                  | Neckarstraße 50 (Karte)                                                                                    | 18. Jahrhundert                            | erhaltenswertes Gebäude |    |
| Weitere Bilder | Brunnenstube, Hackbrunnen                                                 | neben Neckarstraße 50 (Karte)                                                                              | 1472                                       | Brunnen, bereits 1472 als Hagbrunnen erwähnt Geschützt nach § 2 DSchG |    |
| Weitere Bilder | Kellerhaus                                                                | neben Neckarstraße 50                                                                                      | 18. Jahrhundert                            | Geschützt nach § 2 DSchG |    |
|                | Wohn- und Geschäftshaus Neckarstraße 53                                   | Neckarstraße 53 (Karte)                                                                                    | 18. Jahrhundert                            | Geschützt nach § 2 DSchG |    |
| Weitere Bilder | Gasthaus „Bären“                                                          | Neckarstraße 55 (Karte)                                                                                    | 1724/25                                    | Geschützt nach § 2 DSchG |    |
|                | Wohnhaus Neckarstraße 56                                                  | Neckarstraße 56 (Karte)                                                                                    | 1920/30er Jahre                            | erhaltenswertes Gebäude |    |
|                | Quereinhaus Neckarstraße 57                                               | Neckarstraße 57 (Karte)                                                                                    | 18. Jahrhundert                            | Geschützt nach § 2 DSchG |    |
|                | Wohnhaus Neckarstraße 58                                                  | Neckarstraße 58 (Karte)                                                                                    | 18. Jahrhundert mit mittelalterlichem Kern | erhaltenswertes Gebäude |    |
| Weitere Bilder | Wohnhaus Neckarstraße 60                                                  | Neckarstraße 60 (Karte)                                                                                    | Mitte 18. Jahrhundert                      | Geschützt nach § 2 DSchG |    |
|                | Wohnhaus Neckarstraße 61                                                  | Neckarstraße 61 (Karte)                                                                                    | im Kern 18. Jahrhundert                    | erhaltenswertes Gebäude |    |
|                | Wohnhaus Neckarstraße 63                                                  | Neckarstraße 63 (Karte)                                                                                    | 18. Jahrhundert                            | erhaltenswertes Gebäude | BW |
|                | Wohnhaus Neckarstraße 64                                                  | Neckarstraße 64 (Karte)                                                                                    | 18. Jahrhundert                            | Prüffall | BW |
| Weitere Bilder | Doppelwohnhaus Neckarstraße 65                                            | Neckarstraße 65 (Karte)                                                                                    | 1830                                       | Geschützt nach § 2 DSchG |    |
|                | Wohnhaus Neckarstraße 70                                                  | Neckarstraße 70 (Karte)                                                                                    | 1920/30er Jahre                            | erhaltenswertes Gebäude |    |
| Weitere Bilder | Wohnhaus Neckarstraße 72                                                  | Neckarstraße 72 (Karte)                                                                                    | 1920/30er Jahre                            | erhaltenswertes Gebäude |    |
| Weitere Bilder | Wohn- und Amtshaus, Hoher Giebel, Ow'sches Haus, Garb'sches Haus          | Neckarstraße 74 (Karte)                                                                                    | 1622                                       | Geschützt nach § 28 DSchG |    |
| Weitere Bilder | Stubensches Schlösschen                                                   | Neckarstraße 75 (Karte)                                                                                    | 1519                                       | Geschützt nach § 28 DSchG |    |
| Weitere Bilder | Stadttor, Ihlinger Tor                                                    | Neckarstraße 77 (Karte)                                                                                    | 1273                                       | Geschützt nach § 28 DSchG |    |
| Weitere Bilder | Dominikanerinnenkloster                                                   | Oberamteigasse 2 (Karte)                                                                                   | 1726/27                                    | Geschützt nach § 28 DSchG |    |
|                | Wachtturm                                                                 | Ringmauerweg 2 (Karte)                                                                                     | um 1480                                    | Geschützt nach § 2 DSchG |    |
|                | Wachtturm                                                                 | Ringmauerweg 6 (Karte)                                                                                     | 1479/80                                    | Geschützt nach § 2 DSchG |    |
|                | Mühlkanal                                                                 | Schillerstraße 4-38 (Karte)                                                                                | 1270                                       | Geschützt nach § 2 DSchG |    |
| Weitere Bilder | Elektrizitätswerk                                                         | Schillerstraße 4 (Karte)                                                                                   | 1904                                       | Geschützt nach § 2 DSchG |    |
| Weitere Bilder | Wohnhaus Schillerstraße 5                                                 | Schillerstraße 5 (Karte)                                                                                   | 1920/30er Jahre                            | erhaltenswertes Gebäude |    |
|                | Brückenkopf, Aufleger der ehemaligen Wilhelmsbrücke                       | bei Schillerstraße 17 (Karte)                                                                              | 1904                                       | erhaltenswertes Bauteil | BW |
|                | Wohnhaus Schillerstraße 18                                                | Schillerstraße 18 (Karte)                                                                                  | letztes Viertel 19. Jahrhundert            | erhaltenswertes Gebäude |    |
|                | Wohnhaus Schillerstraße 20                                                | Schillerstraße 20 (Karte)                                                                                  | letztes Viertel 19. Jahrhundert            | erhaltenswertes Gebäude |    |
|                | Wohnhaus Schillerstraße 21                                                | Schillerstraße 21 (Karte)                                                                                  | letztes Viertel 19. Jahrhundert            | erhaltenswertes Gebäude |    |
| Weitere Bilder | Wohnhaus Schillerstraße 22                                                | Schillerstraße 22 (Karte)                                                                                  | um 1900                                    | erhaltenswertes Gebäude |    |
| Weitere Bilder | Wohnhaus Schillerstraße 28                                                | Schillerstraße 28 (Karte)                                                                                  | um 1900                                    | erhaltenswertes Gebäude |    |
| Weitere Bilder | Elektrizitätswerk                                                         | Schillerstraße 38 (Karte)                                                                                  | 1903                                       | erhaltenswertes Gebäude |    |
|                | Schütteberg                                                               | (Karte) |                                            | erhaltenswerte Grünfläche | BW |
| Weitere Bilder | Wachtturm, Schütteturm                                                    | Schütteberg 1 (Karte)                                                                                      | 1422                                       | Geschützt nach § 28 DSchG |    |
|                | Wallfahrtskapelle, Ottilienkapelle                                        | Schütteberg 2 (Karte)                                                                                      | 1431                                       | Geschützt nach § 28 DSchG |    |
|                | Probstei                                                                  | Sommerhaldeweg 1 (Karte)                                                                                   | 1688                                       | Geschützt nach § 28 DSchG |    |
|                | Kaplanei                                                                  | Sommerhaldeweg 3 (Karte)                                                                                   | um 1750                                    | Geschützt nach § 2 DSchG |    |
|                | Kaplanei                                                                  | Sommerhaldeweg 5 (Karte)                                                                                   | um 1750                                    | Geschützt nach § 2 DSchG |    |
|                | Wohnhaus Stuttgarter Straße 6                                             | Stuttgarter Straße 6 (Karte)                                                                               | Ende 19. / Anfang 20. Jahrhundert          | erhaltenswertes Gebäude | BW |
| Weitere Bilder | Scheune Weingasse 3                                                       | Weingasse 3 (Karte)                                                                                        | 1837                                       | Geschützt nach § 2 DSchG |    |
| Weitere Bilder | Johanniskirche                                                            | Weingasse 5 (Karte)                                                                                        | 1895                                       | Geschützt nach § 2 DSchG |    |
|                | Villa Weingasse 23                                                        | Weingasse 23 (Karte)                                                                                       | 1930er Jahre                               | erhaltenswertes Gebäude |    |
| Weitere Bilder | Villa Weingasse 27                                                        | Weingasse 27 (Karte)                                                                                       | 1926                                       | Geschützt nach § 2 DSchG |    |
|                | Friedhof                                                                  | Weingasse (Karte)                                                                                          | 1486                                       | erhaltenswerte Grünfläche | BW |
|                | Friedhofsmauer                                                            | Weingasse (Karte)                                                                                          | Mitte des 19. Jahrhunderts                 | Geschützt nach § 2 DSchG | BW |
|                | Mälzerei, Brauhaus des Gasthofs „Schiff“                                  | Wintergasse 1 (Karte)                                                                                      | 1888                                       | Geschützt nach § 2 DSchG |    |
|                | Wohnhaus Wintergasse 6                                                    | Wintergasse 6 (Karte)                                                                                      | zwischen 1819 und 1861                     | erhaltenswertes Gebäude |    |
| Weitere Bilder | Oberamtsgefängnis                                                         | Wintergasse 7 (Karte)                                                                                      | 1819                                       | Geschützt nach § 2 DSchG |    |
|                | Ruhlandsche Scheune                                                       | Wintergasse 23 (Karte)                                                                                     | 18. Jahrhundert                            | Geschützt nach § 2 DSchG |    |
| Weitere Bilder | Wohnhaus Wintergasse 24                                                   | Wintergasse 24 (Karte)                                                                                     | 2. Hälfte 19. Jahrhundert                  | erhaltenswertes Gebäude |    |
| Weitere Bilder | Wohn- und Geschäftshaus Wintergasse 27                                    | Wintergasse 27 (Karte)                                                                                     | 1791                                       | Geschützt nach § 2 DSchG |    |

### Rest der Kernstadt und Stadtteile

#### Dettingen
| Bild           | Bezeichnung           | Lage              | Datierung | Beschreibung | ID |
| -------------- | --------------------- | ----------------- | --------- | --- | -- |
| Weitere Bilder | Schloss Dettingen     | Dettingen (Karte) | 1746      | Das sogenannte „Schloss“ war eigentlich das Amtshaus. Es handelt sich um eine dreigeschossige Vierflügelanlage mit Mansardwalmdach ausgeführt als verputzten Bruchsteinbau, der 1746 im Auftrag von Abt Gerold II. von Muri errichtet worden ist. Geschützt nach § 2 DSchG |    |
| Weitere Bilder | Pfarrkirche St. Peter | Dettingen (Karte) |           | |    |

#### Rexingen (Horb)
| Bild           | Bezeichnung                                      | Lage                                                                 | Datierung            | Beschreibung | ID |
| -------------- | ------------------------------------------------ | -------------------------------------------------------------------- | -------------------- | --- | -- |
|                | Wohn- und Geschäftshaus Bergstraße 7             | Rexingen, Bergstraße 7 (Karte)                                       | um 1910              | Das zweigeschossige Wohn- und Geschäftshaus mit Mansardwalmdach und Erker wurde für das Kolonial- und Manufakturwarengeschäft des jüdischen Kaufmanns Viktor Neckarsulmer OHG erbaut. Es handelt sich um eine Prüffall. | BW |
|                | Brauerei „Zum Kreuz“                             | Rexingen, Bergstraße 15, 24 (Karte)                                  | 1888                 | Das Brauereigebäude, ein zweigeschossiger, verputzter Fachwerkbau mit Kniestock und Stichbögen (bezeichnet 1889) wird heute als Wohnhaus genutzt. Gemeinsam mit der früheren Scheuer (Bergstraße 15), einem zweigeschossigen Fachwerkbau aus dem 19. Jahrhundert (heute ebenfalls Wohnhaus) bildet es eine Sachgesamtheit. Geschützt nach § 2 DSchG | BW |
|                | Gemeindeschafstall                               | Rexingen, Brandegertreute 1                                          | 1892                 | Der Gemeindeschafstall ist ein eingeschossiges und unverputztes Fachwerkgebäude mit Satteldach. Es wurde nach Plänen von A. Bihler für die Gemeinde Rexingen erbaut und 2003/2004 durch die Weidegemeinschaft Rexingen GbR renoviert. Geschützt nach § 2 DSchG                                                                                      |    |
|                | Wohn- und Geschäftshaus Freudenstadter Straße 13 | Rexingen, Freudenstadter Straße 13 (Karte)                           | 19. Jahrhundert      | Das dreigeschossige, traufständige und verputzte Wohnhaus war früher ein Ladenlokal mit Einbauten im Erdgeschoss und diente als jüdische Schneiderei. Geschützt nach § 2 DSchG | BW |
| Weitere Bilder | Evangelische Kirche (ehemalige Synagoge)         | Rexingen, Freudenstädter Straße 16 (Karte)                           | 19. Jahrhundert      | Der rechteckige Massivbau mit Rundbogenfenstern und Dachreiter, innen Tonnengewölbe, wurde durch die israelitische Gemeinde als Synagoge erbaut. Die Pläne stammen von Architekt Wagner aus Stuttgart, 1835–37. Das Gebäude wird heute als evangelische Kirche genutzt. Geschützt nach § 12 DSchG                                                   |    |
|                | Hofanlage Freudenstädter Straße 22               | Rexingen, Freudenstädter Straße 22 (Karte)                           | 19. Jahrhundert      | Die Hofanlage, ein gestelztes Quereinhaus als dreigeschossiger Putzbau mit rückseitigem Fachwerkgiebel war das Wohnhaus des jüdischen Kaufmanns Leopold Löwenstein Geschützt nach § 2 DSchG | BW |
|                | Schul- und Rathaus                               | Rexingen, Freudenstädter Straße 24 (Karte)                           | 19. Jahrhundert      | Das Gebäude war bis 1897 Schul- und Rathaus und danach Schule. Es handelt sich um einen dreigeschossigen verputzten Fachwerkbau. Im Obergeschoss befand sich bis 1933 die jüdische Schule. Geschützt nach § 2 DSchG | BW |
|                | Wohnhaus Freudenstädter Straße 48                | Rexingen, Freudenstädter Straße 48 (Karte)                           | 1909                 | Das Wohnhaus, ein zweigeschossiger Massivbau mit Mansardwalmdach, Zwerchhaus und Vorgarten mit Eisengitterumfriedung wurde für den jüdischen Kaufmann Siegmund Pressburger erbaut. Es ist ein Prüffall. | BW |
| Weitere Bilder | Rathaus                                          | Rexingen, Freudenstädter Straße 52 (Karte)                           |                      | Das Rathaus ist ein zweigeschossiger Natursteinbau mit Dachreiter. Geschützt nach § 2 DSchG |    |
|                | Gehöft Freudenstädter Straße 77                  | Rexingen, Freudenstädter Straße 77 (Karte)                           | 19. Jahrhundert      | Das Gehöft besteht aus einem giebelständigen und gestelzten Quereinhaus als verputzterm Fachwerkhaus mit zweigeschossigem Remisenanbau. Es ist ein Prüffall. | BW |
|                | Laufbrunnen                                      | Rexingen, Im Mitteldorf (Karte)                                      | Ende 19. Jahrhundert | Der Laufbrunnen verfügt über einen gusseisernen Brunnenstock und ein erneuertes Becken. Geschützt nach § 2 DSchG | BW |
|                | Wohnhaus Johanniter Straße 28                    | Rexingen, Johanniter Straße 28 (Karte)                               | um 1910              | Der eingeschossige Putzbau mit Mansarddach und Ökonomiegebäude war Wohnhaus des jüdischen Kaufmanns Ludwig Schwarz. Es ist ein Prüffall. | BW |
|                | Wegkreuz                                         | Rexingen, K 4779 (Flst.Nr. 0-743)                                    | bezeichnet 1884      | Das Wegkreuz besteht aus Stein, der Korpus ist neu. Geschützt nach § 2 DSchG |    |
|                | Wegkreuz                                         | Rexingen, K 4779 (Flst.Nr. 0-360)                                    | bezeichnet 1914      | Das Wegkreuz besteht aus Stein, Korpus und Kreuz sind teilweise erneuert. Geschützt nach § 2 DSchG |    |
|                | Wegkapelle                                       | Rexingen, Kapellenhöfe 1 (Karte)                                     | 1869                 | Die Wegkapelle ist ein offener Massivbau mit Giebelreiter, gestiftet von Anton Steimle. Geschützt nach § 2 DSchG |    |
|                | Schandturm                                       | Rexingen, Kirchstraße 3, 5 (Karte)                                   | 1869                 | Der „Schandturm“ mit Stützmauer der ehemaligen Schlossanlage, Steinturm und Natursteinmauer, erneuerter Fachwerkstube und Spitzhaube und Natursteinmauer bildet eine Sachgesamtheit. Geschützt nach § 2 DSchG |    |
| Weitere Bilder | Katholische Pfarrkirche St. Johannes Baptist     | Rexingen, Kirchstraße 15 (Karte)                                     | 1841                 | Die Katholische Pfarrkirche St. Johannes Baptist ist ein Massivbau mit eingezogenem Chor und westlichem Fassadenturm. Sie wurde durch das Königreich Württemberg, von Bauinspektor Klein, Rottweil, erbaut. Geschützt nach § 28 DSchG |    |
|                | Wohnhaus Kirchstraße 22                          | Rexingen, Kirchstraße 22 (Karte)                                     | 17./18. Jahrhundert  | Das Wohnhaus ist ein zweigeschossiger verputzter Fachwerkbau mit vorkragendem Dachgeschoss und jüngere An- und Ausbauten. Es ist ein Prüffall. | BW |
|                | Bauernhaus Lichtenbergstraße 9                   | Rexingen, Lichtenbergstraße 9 (Karte)                                | bezeichnet 1821      | Das Bauernhaus ist ein verputztes giebelständiges Quereinhaus. Geschützt nach § 2 DSchG | BW |
|                | Wohnhaus Osterhaldenweg 8                        | Rexingen, Osterhaldenweg 8 (Karte)                                   | 18. Jahrhundert      | Das Wohnhaus ist ein eingeschossiges giebelständiges Fachwerkhaus in Hanglage mit massivem Sockelgeschoß und im Giebel verputzten Sichtfachwerk. Geschützt nach § 2 DSchG | BW |
| Weitere Bilder | Jüdischer Friedhof                               | Rexingen, Schöller (Flst.Nr. 0-260) (Gewann) (Karte)                 | 1760                 | Der Jüdische Friedhof mit Portal, 922 Grabsteinen, und Gefallenendenkmale, steht als Sachgesamtheit unter Schutz. Geschützt nach § 2 DSchG |    |
|                | Wegkreuz                                         | Rexingen, Schöllerstraße (Flst.Nr. 0-193) (Karte)                    | bezeichnet 1857      | Das Wegkreuz aus Stein mit Korpus stehen unter Schutz. Geschützt nach § 2 DSchG | BW |
|                | Ölbergkapelle                                    | Rexingen, Schöllerstraße (Flst.Nr. 0-176) (auf dem Friedhof) (Karte) |                      | Die Ölbergkapelle auf dem Friedhof ist ein offener Holz- und Massivbau, das Giebelfeld mit Malteserkreuz bemalt mit figuraler Ölbergszene. Es wurde 1925 erneuert. Geschützt nach § 2 DSchG | BW |
|                | Postgebäude, heute Wohnhaus                      | Rexingen, Schöllerstraße 2 (Karte)                                   | 1905                 | Es handelt sich um eine zweigeschossigen Massivbau mit Walmdach mit Zwerchhaus. Es ist ein Prüffall. Geschützt nach § 2 DSchG | BW |